# ACUAH
El Análisis de la conversación de la Universidad de Alcalá de Henares (ACUAH) es un corpus oral cedido por la Universidad de Alcalá a la Real Academia Española para su Corpus de Referencia del Español Actual (CREA).